# René-Pierre Quentin
René-Pierre Quentin (* 5. August 1943 in Collombey-Muraz) ist ein ehemaliger Schweizer Fussballspieler. Er gewann 3-mal den Schweizer Cup.

## Karriere

### Verein
Quentin spielte ab 1963 für den FC Sion. Er schoss dort 62 Tore und gewann 1965 den Schweizer Cup. 1968 wechselte er zum FC Zürich, für den er in 67 Spielen 9 Tore schoss. 1970 gewann er erneut den Schweizer Cup. Nach drei Jahren ging Quentin zurück zu Sion, wo er 1974 nochmals den Cup gewann. 1975 beendete er seine Karriere.

### Nationalmannschaft
Quentin spielte 34-mal für die Schweizer Fussballnationalmannschaft, darunter zwei Einsätze während der WM 1966.